# 費瑟士東
費瑟士東牧師（英語：Rev. William Thornton Featherstone，1886年3月10日—1944年3月13日），譯名又作花打士頓、花士東，為英國教育家、神職人員，香港拔萃男書院第三任校長（1918年-1931年）。

## 生平
費瑟士東之父Thomas Featherstone（1859-1944）亦為牧師，母Margaret Pallister（1861-1941）,兩夫婦育有三子，長為Thomas Pallister（1885-1970），次為費瑟士東校長，幼子Eric Kellet（1896-1965）。費瑟士東於1886年3月10日生於利物浦，同年4月21日受洗。其中間名Thornton來自外婆本名Jane Thornton。費瑟士東早年肄業於卡萊爾文法學校(Carlisle Grammar School），後畢業於牛津大學。
一戰期間，費瑟士東前來香港，任職於西營盤聖彼得教堂（St. Peter Seamen's Church），曾代理聖保羅書院校長一職。1914年起，於拔萃書室任教聖經科，至1918年獲杜培義會督（C. R. Duppuy）委任為拔萃書室校長。同年4月19日，費瑟士東與香港醫院護士Mabel Benson（1883-1962）在聖約翰大教堂完婚，兩人其後育有一子Hugh。
費瑟士東在任期間，多所改革，又倡議將般含道原址賣出，在九龍覓地建設新校舍。1926年，舉校遷往九龍。因省港大罷工之故，般含道原址買主破產，以致拔萃書室陷入財政困境。費瑟士東亦於1931年黯然離職。
同年，費瑟士東擔任英國胡克市（Hook of Surrey）座堂牧師，至1944年3月13日於瑟比敦（Surbiton）去世，年五十八。1949年，拔萃男書院成立費瑟士東社（黃社），代号为F，以資銘念；1990年，其當年的學生侯維廉(William J. Howard)設立費瑟士東獎學金。
費瑟士東主政拔萃時，曾邀其妻妹、英國著名女性主義作家Stella Benson短期駐校，並協助校史編纂工作。